# 카샤파 1세

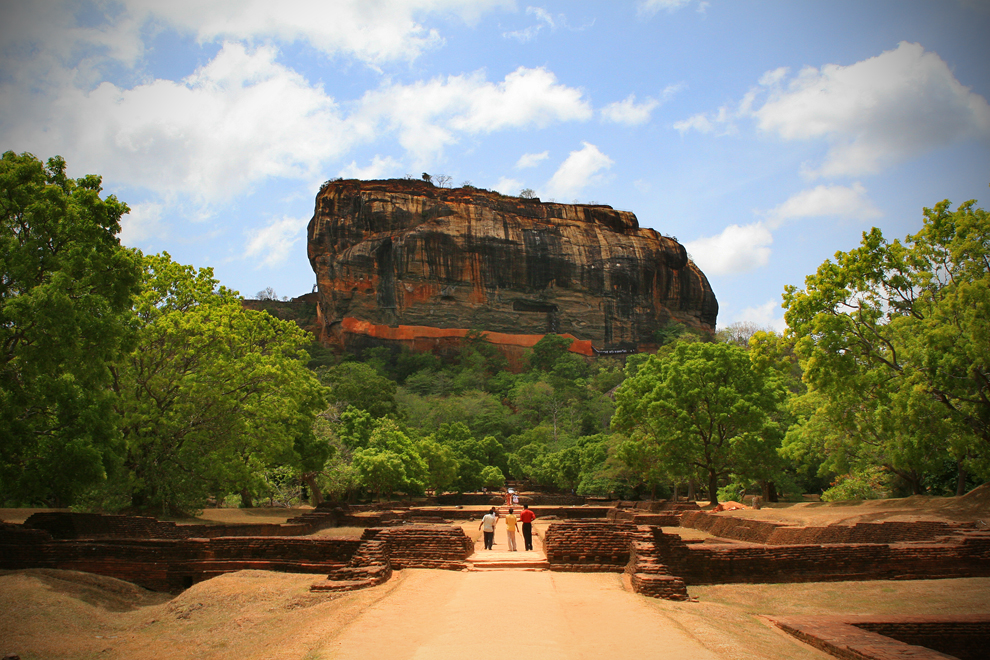
카샤파 1세가 머물렀던 난공불락 바위산 왕궁 궁터

카샤파 1세(싱할라어: කාශ්‍යප රජ, 448년~495년)는 아누라다푸라 왕국 모리야 왕조의 제2대 라자이다.

## 생애
그의 아버지는 본래 아누라다푸라 왕국의 불교도 군벌 정치가였던 다투세나 장군(Dhatusena 將軍)이었는데, 그의 아버지 다투세나는 그가 4세 시절이던 452년에 아누라다푸라 왕국에서 군사 쿠데타를 일으켜 당시 아누라다푸라 왕국의 피티야 군주(Pithiya 君主)를 시해하였고 그후 아누라다푸라 왕국의 집정총독(執政總督) 직위에 취임함으로써 452년부터 455년까지 3년을 집정총독 직위에 재임하였으며 455년에는 대공(大公) 보위에 즉위하여 455년부터 463년까지 8년을 대공으로 재위하였더니 463년에는 정식 왕으로 즉위하여 모리야 왕조를 개창하였다. 그리고 465년 카샤파 왕자 그가 17세 시절 부왕 다투세나 군주는 아누라다푸라 왕국의 육군총장군 전역을 하여 군벌 일선에서는 일단 일보 물러났다.
그 또한 자신의 부왕(父王)인 다투세나 군주(Dhatusena 君主)의 기벽(奇癖)을 이어받았는지 아누라다푸라 왕국의 왕자(王子)가 되고 나서부터는 점점 자라면서 권력에 눈이 먼 카샤파 왕자가 자신의 군사 병력을 증강하더니 급기야는 473년에 왕실 쿠데타를 일으켜 아버지 다투세나 군주를 시해하고 473년부터 479년까지 6년을 아누라다푸라 왕국의 대리집정(代理執政)으로 있다가 479년 아누라다푸라 왕국의 새로운 군주인 카샤파 1세로 보위에 올랐으나 치세 기간 동안 자신의 이복 아우 모갈라나 왕자(Moggallana 王子)가 복수를 할 것이 끝끝내 두려운 나머지 바위산 꼭대기에 난공불락(難攻不落)의 왕궁을 지었는데 이 왕궁은 현재 스리랑카에서 우수 문화재로 기념되고 있지만 그 시절 아누라다푸라 왕국의 군주 보위에 있었던 그는 바위산 꼭대기의 왕궁에서 어언 16년의 외로운 치세를 보내다가 남인도 지역에 방축되어 있던 이복 아우 모갈라나 왕자(Moggallana 王子)가 495년에 군사를 이끌고 수도 거병 침입을 시도하자 하바라나 군현에서 전투하였지만 코끼리를 타고 전투하던 카샤파 1세 군주가 코끼리에서 낙상하여 수렁에 추락하자 카샤파 1세 군주의 군사들이 사기를 잃고 도주하며 결국 카샤파 1세 군주는 스스로 배와 목을 베어 향년 47세로 자살 붕어하였다.

### 사후
495년에 카샤파 1세 군주가 향년 47세로 자살 승하하고 난 직후 거병 개입에 성공한 이복 아우 모갈라나 왕제(Moggallana 王弟)가 495년에서 497년까지 2년간 아누라다푸라 왕국의 대리집정(代理執政)에 올랐다가 497년에 비로소 아누라다푸라 왕국 모리야 왕조의 제3대 군주 모갈라나 1세로 보위에 등극하였다.

## 직계 친척 관계
- 이복 아우: 모갈라나 1세

## 같이 보기
- 스리랑카의 역사